# Tomasz Ciepły
Tomasz Ciepły (ur. 7 kwietnia 1980 roku w Szczecinie) – polski florecista, srebrny medalista mistrzostw świata. 
W 1990 roku zdobył srebrne medale indywidualnie i drużynowo na mistrzostwach świata juniorów w South Bend.
Podczas mistrzostw świata w Nîmes w 1997 roku Polacy w składzie: Adam Krzesiński, Sławomir Mocek, Tomasz Ciepły i Piotr Kiełpikowski zdobyli drużynowo srebrny medal. W rywalizacji indywidualnej zajął tam 27. miejsce. Był też między innymi czwarty drużynowo na mistrzostwach świata w Hawanie w 2003 roku.
Zdobył brązowy medal drużynowo na mistrzostwach Europy w Koblencji w 2001 roku. W tej samej konkurencji był też drugi na mistrzostwach Europy w Kopenhadze w 2004 roku oraz pierwszy na mistrzostwach Europy w Kijowie cztery lata później.
Nigdy nie wziął udziału w igrzyskach olimpijskich.
Do 30 czerwca 2005 roku reprezentował klub KS Warta Poznań. Od 1 lipca 2005 roku reprezentuje AZS AWF Poznań. Wielokrotny Mistrz Polski. Zawodnik i trener w klubie AZS AWF Poznań.

## Osiągnięcia
MISTRZOSTWA EUROPY JUNIORÓW
- Złoto – floret indywidualnie (Viana do Castelo 1999 r.)

MISTRZOSTWA ŚWIATA JUNIORÓW 
- Srebro – floret indywidualnie (South Bend 2000 r.)
- Srebro – floret drużynowo (South Bend 2000 r.)

Skład drużyny: Tomasz Ciepły, Przemysław Fogt, Radosław Pietrusiewicz, Krzysztof Pietrusiak.
MISTRZOSTWA ŚWITA SENIORÓW
- Srebro – floret drużynowo (Nîmes 2001 r.)

Skład drużyny: Tomasz Ciepły, Piotr Kiełpikowski, Adam Krzesiński, Sławomir Mocek.
MISTRZOSTWA EUROPY SENIORÓW
- Brąz – floret drużynowo (Koblencja 2001 r.)

Skład drużyny: Tomasz Ciepły, Adam Krzesiński, Sławomir Mocek, Wojciech Szuchnicki. 
- Srebro – floret drużynowo (Kopenhaga 2004 r.)

Skład drużyny: Tomasz Ciepły, Sławomir Mocek, Wojciech Szuchnicki, Andrzej Witkowski.
- Złoto – floret drużynowo (Kijów 2008 r.)

Skład drużyny: Tomasz Ciepły, Radosław Glonek, Michał Majewski, Sławomir Mocek.